# Rikstrafiken
Rikstrafiken var en statlig myndighet i Sverige, inrättad i Sundsvall 1 juli 1999. Den hade till uppgift att subventionera inrikes nationell kollektivtrafik. Rikstrafiken subventionerade trafik mellan olika landsdelar, inte lokal trafik (det gjorde länstrafikbolagen). Principen var att trafik inom ett län och trafik mellan län på högst cirka 100 km ansvarade länstrafikbolagen för. På längre sträckor ansvarade Rikstrafiken för stöd. På vissa medellånga sträckor stödde Rikstrafiken och länstrafikbolag gemensamt trafiken. Den 1 januari 2011 upphörde Rikstrafiken som myndighet och ansvaret för ärendena övertogs av Trafikverket.

## Innan Rikstrafiken
Länstrafikhuvudmännen tog över den lokala och regionala järnvägstrafiken 1990 enligt 1988 års trafikbeslut. De fick också det rullande material Statens Järnvägar hade använt för trafiken och 200 miljoner per år över en 10 årsperiod. Den interregionala icke lönsamma järnvägstrafiken skulle enligt 1988 års trafikbeslutet härefter upphandlas istället för att ge bidrag direkt till dåvarande Statens Järnvägar. Den första myndigheten att hantera upphandlingen var Transportrådet. Transportrådet avvecklades 1991 och upphandlingen hamnade nu i ”Kommittén för statens köp av olönsam persontrafik” inom Kommunikationsdepartementet. Trafikåret 1993 – 1994 var det första med upphandling i konkurrens.  
”Delegationen för köp av viss kollektivtrafik” placerad i Banverket tog över vid årsskiftet 1995/96. Den interregionala upphandlade järnvägstrafiken då Rikstrafiken bildades 1999 var:
- Nattågen på Övre Norrland inkl. Malmbanan
- Östersund Storlien
- Östersund Sundsvall
- Borlänge Mora
- Gävle Borlänge Hallsberg, dagtåg
- Gävle Avesta Krylbo Hallsberg
- Västerås Katrineholm och Örebro Mjölby, fjärrtåg dag
- Karlstad Göteborg
- Uddevalla Herrljunga - Borås
- Nässjö Falköping Skövde
- Kalmar/Karlskrona Göteborg

Utöver järnvägstrafiken hade persontrafiken och godstrafiken till Gotland statligt stöd. Genom koncessionslagen 1970 fick ett rederi ensamrätt för linjesjöfarten mellan Gotland och fastlandet. Sjöfartsverket hanterade dessa avtal innan Rikstrafiken tog över. Rederiet  Destination Gotland AB hade trafikrättigheten 1999.
Flyglinjen Östersund – Umeå var också statligt upphandlad. Det svenska inrikesflyget hade avreglerats 1992. Jämtlands läns sjukvårdtillhörighet hade flyttades från Uppsala till Umeå. I budgetpropositionen 1992/93:150 föreslås upphandling av flygtrafik Östersund – Umeå. Kostnaden skulle belasta ”Köp av interregional persontrafik på järnväg”. Trafiken startade den 16 augusti 1993.
I övrigt var det de statliga flygbolagen SAS/Linjeflyg som skötte flygtrafiken och de lät lönsamma linjer subventionera olönsamma.

## Beskrivning
Rikstrafiken subventionerade 
- flyg (mest till/från Norrland)
- tåg (de flesta delar av landet)
- buss (inom Norrland, där järnvägsnätet är glest, nordsydligt mellan länen)
- båt (till/från Gotland)

Rikstrafiken var inte lika känd som länstrafikbolagen, eftersom all biljettförsäljning och marknadsföring av linjerna sköttes av operatörerna.
Utrikes trafik, vare sig vägar eller kollektivtrafik, subventioneras inte av svenska staten, dock i viss mån av EU. Länstrafikbolagen subventionerade dock delvis utrikestrafik (till gränsen, endast tåg/buss), såsom Öresundstågen.
Rikstrafiken sålde inte biljetter och hyrde inte ut fordon m m. För buss- och flygoperatörer var det lätt att själva ordna fordon. För tåg tillhandahöll Statens järnvägar fordon, främst för nattågstrafik. Dessa fordon ägs numera av Trafikverket. För viss tågtrafik tillhandahöll operatören fordon.
Motiveringen till subventionerna är att annars skulle det inte finnas trafik på vissa olönsamma linjer man anser ska finnas för att man ska kunna resa till vissa landsdelar. På många längre linjer behövs inte stöd, biljettintäkterna räcker, i motsats till lokal trafik som nästan alltid är olönsam. Det beror på att man för långväga trafik tar mer per km eftersom många resenärer reser på enkelbiljett istället för månadskort, man försöker få bättre beläggning genom färre turer (kunderna är inte lika känsliga för att behöva anpassa sig till en gles tidtabell), samt att högre medelhastighet ger bättre lönsamhet eftersom varje anställd och varje fordon kör in mer intäkter per dag.

### Tågavtalen

#### Tågtrafikavtal vid utgången av 2010
| Trafikavtal                   | Avtalspart                                                              | Operatör                                                    | Avtalstid Utgång | Avtalsbelopp tkr |
| ----------------------------- | ----------------------------------------------------------------------- | ----------------------------------------------------------- | ---------------- | ---------------- |
| Nattåg                        | SJ AB                                                                   | SJ AB                                                       | 2013-06-15       | 178 136          |
| Dagtåg BD län (Malmbanan)     | SJ AB                                                                   | SJ AB                                                       | 2011-07-31       | 6 198            |
| Tåg Kalmar - Göteborg         | Kalmar länstrafik, Blekingetrafiken AB, Länstrafiken i Kronoberg AB     | SJ AB                                                       | 2011-12-31       | 5 000            |
| Tåg Karlskrona - Kristianstad | Blekingetrafiken AB, Skånetrafiken AB                                   | Öresundståg, DSBFirst Sverige AB                            | 2013-06-30       | 27 198           |
| Tåg Sundsvall - Storlien      | Veolia Transport Sverige AB                                             | Veolia Transport Sverige AB                                 | 2011-07-31       | 3 920            |
| Tåg Stångådal, Tjust          | Kalmar länstrafik, Östgötatrafiken AB                                   | Veolia Transport Sverige AB                                 | 2014-06-15       | 72 529           |
| Tåg i Väst                    | Västtrafik AB                                                           | DSBFirst AB/Arriva                                          | 2015-06-30       | 112 000          |
| Tåg i Bergslagen              | Tåg i Bergslagen AB                                                     | Svenska Tågkompaniet AB                                     | 2016-12-17       | 230 896          |
| Tåg Ludvika – Kristinehamn    | Värmlandstrafik AB                                                      | Svenska Tågkompaniet AB                                     | 2011-06-15       | 756              |
| Tåg Karlstad - Oslo           | Värmlandstrafik AB, Länstrafiken i Örebro AB                            | Tågkompaniet AB                                             | 2012-12-18       | 9 932            |
| Tåg Nässjö - Halmstad         | Hallandstrafiken AB, Jönköpings Länstrafik AB, Länstrafiken i Kronoberg | Merresor AB f.o.m. 2011 DSB Småland AB                      | 2015-12-12       | 50 000           |
| Norrtåg                       | Norrtåg AB                                                              | Botniatåg AB - aug 2016, Svenska Tågkompaniet AB aug 2016 - | 2021-07-31       | 510 491          |

Avtalsbelopp är beloppet från 1 januari 2011 till avtalets utgång.

### Bussavtalen

#### Busstrafikavtal vid utgången av 2010
| Trafikavtal                      | Avtalspart | Operatör                    | Avtalstid Utgång | Avtalsbelopp miljoner |
| -------------------------------- | --- | --------------------------- | ---------------- | --------------------- |
| Buss Sundsvall - Långsele        | Västernorrlands Läns Trafik AB                                                                                           | KR trafik AB                | 2011-12-31       | 3,00                  |
| Buss Sundsvall - Haparanda       | Länstrafiken i Norrbotten AB, Länstrafiken i Västerbotten och Västernorrlands Läns Trafik AB                             | Veolia Transport AB         | 2015-06-15       | 62,864                |
| Buss Mora - Gällivare            | Länstrafiken i Norrbotten AB, Länstrafiken i Västerbotten och Länstrafiken i Jämtland AB                                 | Olika lokala bussoperatörer | 2011-06-15       | 3,472                 |
| Buss Samverkande system Norrland | Länstrafiken i Norrbotten AB, Länstrafiken i Västerbotten, Länstrafiken i Jämtland AB och Västernorrlands Läns Trafik AB | Olika lokala bussoperatörer | 2012-06-30       | 52,50                 |

Avtalsbelopp är beloppet från 1 januari 2011 till avtalets utgång.

### Flygavtal
Tio nya flyglinjer upphandlades av Rikstrafiken på riksdagens uppdrag och trafiken startade 2002. Det var samma linjer som i Flygavtalstabellen nedan förutom att Storuman också hade statligt upphandlad trafik fram till den 26 oktober 2008. Utöver Rikstrafikens stöd till flyglinjer har staten sedan 1999 subventionerat driften vid de kommunala och privata trafikflygplatserna genom ett årligt driftbidrag för att täcka delar av de ekonomiska underskotten för flygplatsverksamheten. År 2008 uppgick driftbidraget till 105 miljoner kronor. Rikstrafiken upphandlade 2007 tio flyglinjer för en kostnad av 75 miljoner kronor. Enligt en ny strategi bör driftbidraget endast ges till flygplatser som har av Rikstrafiken upphandlad trafik. De medel som blir över flyttas till regionalt stöd och kan användas i regionen. 

#### Resandepåverkan
På flygsidan har principen med lägstbjudande operatör gjort att priserna höjts jämfört med lönsamma linjer. Varje olönsam linje måste gå så lite i förlust som möjligt räknat i kronor före subvention, vilket man får med högre priser. Det finns alltid affärsresenärer som är beredda betala mycket (om sträckan är lång nog, annars tar de bil eller tåg) fast färre ju högre priserna är. Färre passagerare kompenseras med mindre plan och mellanlandningar (ett extra resmål per flygning, billigare men längre restid). Det har gjort att flygplatser som stöds av Rikstrafiken fått kraftigt minskat antal resenärer, en bråkdel av vad de hade på 1980-talet innan flygtrafiken avreglerades i Sverige 1992.

#### Flygtrafikavtal vid utgången av 2010
| Trafikavtal                          | Avtalspart                    | Operatör                      | Avtalstid Utgång | Avtalsbelopp miljoner |
| ------------------------------------ | ----------------------------- | ----------------------------- | ---------------- | --------------------- |
| Flyg Östersund - Umeå                | Nex Time Jet AB               | Nex Time Jet AB               | 2011-10-29       | 11,24                 |
| Flyg Pajala - Luleå                  | Scandinavian Air Ambulance AB | Scandinavian Air Ambulance AB | 2011-10-29       | 11,898                |
| Flyg Sveg - Arlanda                  | Nex Time Jet AB               | Nex Time Jet AB               | 2011-10-29       | 7,33                  |
| Flyg Torsby - Hagfors - Arlanda      | Nex Time Jet AB               | Nex Time Jet AB               | 2011-10-29       | 13,03                 |
| Flyg Arvidsjaur - Lycksele - Arlanda | Nex Time Jet AB               | Nex Time Jet AB               | 2011-10-29       | 5,70                  |
| Flyg Gällivare - Arlanda             | Nex Time Jet AB               | Nex Time Jet AB               | 2011-10-29       | 9,364                 |
| Flyg Hemavan - Vhm - Arlanda         | Nex Time Jet AB               | Nex Time Jet AB               | 2011-10-29       | 12,62                 |

Avtalsbelopp är beloppet från 1 januari 2011 till avtalets utgång. <

### Färjeavtal
För Gotland fanns det statliga transportstödet till färjetrafiken för passagerare och gods. Utöver detta fanns systemet att frakttaxan till Gotland skulle motsvara taxan för motsvarande sträcka i resten av landet. Kostnaden för fraktföretagen täcktes i ett frakttillägg, det s.k. Gotlandstillägget (0.9 % till 0.2 %), på all inrikes fjärrgodstrafik. Det finns ett Riksdagsbeslut att Gotlandstillägget skulle ha varit avvecklat 1998 men vid utgången av 2010 finns det fortfarande kvar. Det beror på att staten inte har haft pengar att ersätta subventioneringen via annan frakt.
En tvist mellan Rikstrafiken och Destination Gotland om bränsletillägg fördyrade stödet.

#### Färjetrafikavtal vid utgången av 2010
| Trafikavtal         | Avtalspart             | Operatör               | Avtalstid Utgång | Avtalsbelopp miljoner |
| ------------------- | ---------------------- | ---------------------- | ---------------- | --------------------- |
| Färjetrafik Gotland | Destination Gotland AB | Destination Gotland AB | 2015-01-31       | 1 596,1               |

Avtalsbelopp varbeloppet från 1 januari 2011 till avtalets utgång 2015.

## Generaldirektörer och myndighetschefer
- Kjell Dahlström  1999 - 2004
- Staffan Widlert  2004 - 2008
- Ulf Lundin  2008 - 2010